# Равадиди
Равадиди (енгл. Rawadid dynasty) била је муслиманска владајућа породица центрирана у историјском Азербејџану (такође познат као ирански Азербејџан) између краја 8. и почетка 13. века.
Првобитно Азди арапског порекла, су Равадиди владали Табризом и североисточним Азербејџаном крајем 8. и почетком 9. века. Породица је постала курдицизирана почетком 10. века и усредсређена на Табриз и Марагех. У другој половини 10. и већег дела 11. века ови курдизовани потомци контролисали су већи део Азербејџана, као и делове Велике Јерменије.

## Историја
Равадиди су арапског порекла и стигли су у регију средином 8. века, али су постали курдицизирани почетком 10. века и почели су користити курдистинске облике попут Мамлана за Мухамеда и Ахмадила за Ахмада као своја имена Племе Равадиди преселило се у Курдистан средином 8. века, а било је познато као курдско племе до 10. века. У другој половини 10. и већег дела 11. века, ови курдизовани потомци контролисали су већи део Азербејџана, као и делове Велике Јерменије.
Најранији облик имена који је написан је Ревенд у Шарафнамеху. Према Касравију, Равадиди су освојили земље мусафиридског владара Ибрахима I Марзубан I, у Азербејџану 979. године. Вахсудан бин Мамлан је најпознатији владар Равадида, а спомиње га Ибн Атхир. Региони Табриза, Марагех и упоришта планине Саханд били су у њиховом власништву. Године 1029. помогао је хаџданским Курдима у Марагеху да поразе инвазијска турска племена Огхуз.
Вахсудан је такође послао експедицију у Ардабил под командом свог сина Мамлана II. Могански владар морао је да се покори освајачу. Мамлан је, такође, изградио тврђаву у Ардабилу.
Тугрул је освојио кнежевину 1054. године и победио је принца Табриза, Вахсудана ибн Мамлана. Године 1071, када се Алп Арслан вратио из ратног похода против византијског царства, свргнуо је Мамлана. Вахсуданов наследник, Ахмед бин Вахсудан, господар Марагеха, учествовао је ратном исходу против Сирије. Ахмадил се поново борио против крсташа током првог крсташког рата. Жосленов мировни уговор с њим, током опсаде Турбесела (у данашњој јужној Турској, југоисточно од Газијантепа). Он је избоден на смрт од стране Исмаилиса 1117. године у Багдаду. Његови потомци су наставили да владају Марагехом и Табризом, као и Атабаканом Марагехом до монголске инвазије 1227.